# Paul Veyne
Paul Veyne (Aix-en-Provence, 13 de junio de 1930 - Bédoin, 29 de septiembre de 2022 ), fue un historiador francés, especialista en Roma Antigua. Había sido alumno de la Escuela Normal Superior, y miembro de la Escuela Francesa de Roma (1955-1957), y hasta su fallecimiento era profesor honorario del Colegio de Francia, tras años de docencia en esta institución superior de París.

## Primeros años
Nacido en medio de un ambiente más bien modesto (la familia materna era inmigrante italiana, la paterna procedía del Drôme), era el primero de su entorno rural que hizo el bachillerato. Él decía que hizo su carrera gracias a las mujeres, los homosexuales y los judíos, sin pertenecer a esos grupos humanos, que le ayudaron ante el malestar que le produce la sociedad regular.
Veyne inició su interés en la arqueología y la historia a los ocho años, cuando descubrió unas ánforas celtas próximas a la villa de Cavaillon. Comenzó sus estudios en el liceo Thiers en Marsella. Cuando todavía era joven fue un asiduo visitante de las colecciones romanas del museo arqueológico de Nimes; allí se hizo notar por el conservador de la muestra, quien lo tomó como aprendiz. Veyne afirmaba que no se interesó por los griegos y romanos ni por su humanismo, ni por ninguna otra razón en particular sino por este descubrimiento, al azar, cuando aún era niño. Le interesaba ya de niño una cultura como la grecolatina en donde había textos literarios (no como, por ejemplo, los fenicios), así como el mundo blanco, nada inquietante, de sus imágenes, tal como los veía en sus libros de bachillerato.

## Estudios superiores y obra
Veyne fue a París para emprender sus clases preparatorias e ingresar la Escuela Normal Superior. Ahí tuvo su único momento de activismo político, al unirse, por oposición a la tradición familiar muy conservadora, al Partido Comunista Francés, el mismo que dejará cuatro años más tarde, sin tener luego ninguna filiación política verdadera. Dedicó varias páginas a explicarlo en sus memorias Et dans l'éternité je ne m'ennuierai pas de 2014. Estudió en la Escuela Normal Superior entre 1951-1955.
Fue miembro de la escuela francesa de Roma (1955-1957), a continuación; tras esta etapa se instaló en Aix-en-Provence, como profesor en la Universidad de Provence. En estos años  publicó Cómo se escribe la historia, un ensayo sobre epistemología de esta disciplina, que era un esbozo teórico para su propio doctorado. En dicho ensayo, y frente al auge de la Historia cuantitativa, Veyne impulsaba la idea de que la historia sería un "relato verídico", convirtiéndose en uno de los primeros llamados narrativistas.  
Su monografía El pan y el circo, sin embargo, mostraba que el concepto de Veyne sobre historia narrativa difería de su uso común, y que sus diferencias con la escuela de los Annales eran más pequeñas de lo que parecían. Este libro está enmarcado en la teoría sobre los dones, de Marcel Mauss, e influenciado por la historia de las mentalidades (de la tercera generación de la revista Annales), diferenciándose de la tradicional historia narrativa positivista.  
En 1975 ingresó en el Colegio de Francia gracias al apoyo de Raymond Aron, quien había sido abandonado por su alumno Pierre Bourdieu, y designó a Veyne para encargarse de sus trabajos historiográficos. A pesar de diversas oposiciones sigue como titular de la cátedra de Historia de Roma en el Colegio de Francia, desde 1975 hasta 1998. 
Dirigió el primer tomo de la colección titulada Historia de la vida privada, con Georges Duby, donde se realizaba un estudio de lo privado en el mundo. Fue autor de monografías muy singulares, como La elegía erótica romana y Séneca y el estoicismo, pertenecientes con todo a su campo de trabajo. Pero asimismo dedicó dos libros a su amigo el filósofo e historiador Michel Foucault (Foucault revoluciona la historia, Foucault, pensamiento y vida) y otro extenso a su admirado René Char, un denso poeta francés y resistente, René Char en ses poèmes.
Veyne, jubilado, vivía en Bédoin, en el departamento de Vaucluse. En Et dans l'éternité je ne m'ennuierai pas, Albin Michel, su memoria-testamento de 2014, decía esperar una cercana muerte. Esta finalmente llegó el 29 de septiembre de 2022.

## Libros
- Comment on écrit l'histoire: essai d'épistémologie, Le Seuil, 1970. Tr.: Cómo se escribe la historia, Cómo se escribe la historia: Foucault revoluciona la historia   Alianza, 1994 ISBN 978-84-206-2404-4
- Le pain et le cirque, Le Seuil, 1976.Pan y circo
- L'inventaire des différences, Le Seuil, 1976.
- Les Grecs ont-ils cru à leurs mythes?, Le Seuil, 1983. ¿Creyeron los griegos en sus mitos?
- L'élégie érotique romaine, Le Seuil, 1983. La Elegia erótica romana: el Amor, la poesía y Occidente
- Histoire de la vie privée, vol. I, Le Seuil, 1987. Historia de la vida privada: Imperio romano y Antigüedad tardía Historia de la vida privada: del Imperio romano al año mil
- René Char en ses poèmes, Gallimard, 1990.
- La société romaine, Le Seuil, 1991. La sociedad romana, Mondadori, 1991  ISBN 978-84-397-1751-5
- Sénèque, Entretiens, Lettres à Lucilius, Laffont, 1993. Séneca: una introducción, Marbot, 2008, ISBN 978-84-935744-6-8
- Le quotidien et l'intéressant, conversaciones con Catherine Darbo-Peschanski, Hachette, 1995.
- Les mystères du gynécée, con F. Frontisi-Ducroux y F. Lissarrague, Gallimard, 1998. Los misterios del Gineceo, Akal, 2003 ISBN 978-84-460-1430-0
- Sexe et pouvoir à Rome, Tallandier, 2005. Tr. Sexo y poder en Roma, Paidós Ibérica, 2010, trad. María José Furió.
- Amor, familia, sexualidad
- Michel Foucault: la historia, el nihilismo y la moral
- L'empire gréco-romain, Le Seuil, 2005. El imperio greco-romano Akal, 2009 ISBN 978-84-460-2465-1
- Quand notre monde est devenu chretien Cuando nuestro mundo se volvió cristiano El sueño de Constantino: el fin del imperio pagano y el nacimiento del mundo cristiano, Paidós Ibérica, 2008, trad. María José Furió. ISBN 978-84-493-2155-9
- Foucault, sa pensée, sa personne, Albin Michel, 2008. Tr. Foucault, pensamiento y vida, Paidós Ibérica, 2009, trad. María José Furió. ISBN 978-84-493-2315-7
- Mon musée imaginaire ou les chefs-d'oeuvre de la peinture italienne, Albin Michel, 2011
- Propagande expression roi, image idole miracle, Arché, 2011
- Et dans l'éternité je ne m'ennuierai pas, Albin Michel, 2014, memorias.
- Palmyre. L'irremplaçable trésor, Albin Michel, 2015. Tr. Palmira: El tesoro irremplazable, Editorial Ariel, 2016, trad. Carme Castells. ISBN 978-84-344-2454-8
- La Villa des Mystères à Pompéi, Gallimard, 2016
- Une insolite curiosité, Robert Laffont, 2020

## Premios
- 2006 : Prix Chateaubriand por l'Empire gréco-romain.
- 2007 : Premio del senado francés a un libro de historia[8]
- 2007 : Gran Premio Gobert.